# 奧農達加希爾 (紐約州)
奧農達加希爾（英語：Onondaga Hill）是位於美國紐約州奧農達加縣的非建制地區。

## 地理
奧農達加希爾所處的海拔為高於海平面272米（即892英呎），而該地所採用的時區為UTC-5，即北美东部时区（EST）。同時該地設有夏令時間，為UTC-5調快一小時，即UTC-4（EDT）。